# B8ZS
Das Bipolar With 8 Zeros Substitution Encoding Schema ist ein Format der Leitungscodierung für Rechnernetze und basiert auf Bipolar AMI für die OSI-Schicht 1 (Physical Layer). B8ZS verhindert einen Synchronisationsverlust bei einem langen Strom von Nullen. Dies stellt den einzigen, aber wesentlichen Vorteil gegenüber Bipolar-AMI dar. B8ZS wird im europäischen E1-Carrier verwendet.

## Coding-Regeln
Dieselben wie bei Bipolar AMI und zusätzlich:
1. +00000000 wird kodiert als +000+−0−+
2. −00000000 wird kodiert als −000−+0+−

Diese zwei Regeln verhindern ein konstantes Nullsignal.
Es handelt sich um Coderegelverletzungen (Codeviolations), weil in beiden Ersetzungen zwei jeweils positive oder negative Pegel nacheinander vorkommen. Bipolar AMI verlangt zwischen zwei High-Pegeln genau einen Low-Pegel und umgekehrt zwischen zwei Low-Pegeln genau einen High-Pegel. Diese komplexen Coderegelverletzungen treten nur mit geringer Wahrscheinlichkeit durch Störung der Verbindung auf.

## Beispiel
In dem Beispiel werden beide obigen Regeln verwendet. An Bitposition 2 wird die zweite Regel angewendet, da die Bitposition 1 negativ kodiert wurde. An Bitposition 13 wird die erste Regel angewendet, da die Bitposition 12 positiv kodiert wurde.
```
Daten :     110000000011100000000001111
bipolarAMI: +-00000000+-+0000000000-+-+
B8ZS :      +-000-+0+-+-+000+-0-+00-+-+
              ^^^^^^^^   ^^^^^^^^

```